# Peperomia macrandra
Peperomia macrandra är en pepparväxtart som beskrevs av C. Dc. Peperomia macrandra ingår i släktet peperomior, och familjen pepparväxter. Inga underarter finns listade i Catalogue of Life.